# Chicken Invaders
Chicken Invaders — компьютерная игра в жанре shoot ’em up, разработанная греческим инди-разработчиком Константиносом Прускасом и выпущенная InterAction Studios для Windows в 1999 году.
С момента выхода распространяется бесплатно. Является клоном игры Space Invaders.

## Игровой процесс
Chicken Invaders — шутемап-игра. Игрок управляет космическим кораблём, который может стрелять снарядами. Цель игры — уничтожение всех кур. 
Игра является бесконечной и поделена на волны, присутствуют боссы и возможность усиления оружия.
После убийства куриц из них выпадает мясо, также они могут нести яйца, которых следует избегать. 
После уничтожения всех куриц на локации, игроку предстоит некоторое время продержаться на локации с астероидами, с которыми также нельзя сталкиваться.
Играть можно одному или вдвоём на одном компьютере. У игрока есть 3 жизни.

## Синопсис
На Землю вторгаются технологически продвинутые курицы из другой галактики, с целью отомстить человечеству за угнетение своих земных собратьев.

## Рецензии и оценки
Кристофер Бели из Cybernet Resources оценил игру на 5 баллов из 5. В рецензии было отмечено хорошее качество графики и звука, а также увлекательный и динамичный геймплей.
Уилл Уилсон из Pocket Gamer поставил игре 2 звезды из 5.

## Переиздание
31 января 2023 года был выпущен ремастер игры. Ремастер, как и оригинальная игра, распространяется бесплатно. 
В переиздании была добавлена совместимость с современными версиями Windows, улучшено качество графики и музыки, появилась поддержка геймпадов и джойстиков.

## Влияние
Игра стала родоначальником одноименной серии игр, которая насчитывает 6 игр и 8 дополнений. Дополнения были посвящены различным праздникам, среди которых католическое Рождество, день благодарения, пасха и хэллоуин.
В декабре 2002 года вышло продолжение под названием Chicken Invaders 2: The Next Wave.